# Leptosema anomalum
Leptosema anomalum là một loài thực vật có hoa trong họ Đậu. Loài này được (Ewart & Morrison) Crisp miêu tả khoa học đầu tiên.